# Albert Schedl
Albert Schedl (* 25. August 1936 in Regensburg; † 17. November 2009 in Bonn-Bad Godesberg) war ein deutscher Politiker (CSU) und  Mitglied des Deutschen Bundestages.

## Leben und Beruf
Albert Schedl besuchte das Gymnasium und schloss dieses 1953 mit der Mittleren Reife ab. Er erlernte von 1953 bis 1955 den Beruf des Schreiners. Er besuchte in den Jahren 1958/59 nebenberuflich die Werkkunstschule in Düsseldorf und legte 1960 die Prüfung zum Meister ab. Als Werkmeister war er bis Oktober 1974 Geschäftsführer einer Planungsgruppe für Bauvorhaben. Später wurde er Vorsitzender des Gewerbeverbandes Lappersdorf. Er ist ein Neffe des ehemaligen bayerischen Staatsministers Otto Schedl.

## Politik
Schedl trat 1956 in die Christlich-Soziale Union in Bayern (CSU) ein und wurde 1968 zum Vorsitzenden des CSU-Kreisverbandes Regensburg-Stadt gewählt. Außerdem war er stellvertretender Vorsitzender des CSU-Bezirksverbandes Oberpfalz.
Dem Deutschen Bundestag gehörte er vom 7. Januar 1971, als er für den verstorbenen Abgeordneten Franz Xaver Unertl nachrückte, bis 1980 an. Er zog zunächst über die Landesliste Bayern ins Parlament ein und vertrat dort von 1976 bis 1980 den Bundestagswahlkreis Regensburg. Er war im Bundestag Mitglied im Ausschuss für wirtschaftliche Zusammenarbeit (1971 bis 1976) und im Ausschuss für Arbeit und Soziales (1976 bis 1980).
2005 kam Schedl, zwischenzeitlich als Lobbyist von ThyssenKrupp tätig, wegen angeblicher Bestechungsgelder an Bundestagsabgeordnete in die Schlagzeilen.